# ألكسندر ياكيموف (لاعب كرة قدم)
ألكسندر ياكيموف (بالبلغارية: Александър Якимов)‏ (27 أبريل 1989 في بلغاريا - ) هو لاعب كرة قدم بلغاري في مركز الوسط. شارك مع منتخب بلغاريا تحت 21 سنة لكرة القدم. أما مع النوادي، فقد لعب مع بوتيف فراتسا وسسكا صوفيا ونادي لوكوموتيف بلوفديف وPFC Bansko ‏ وبيرين بلاغويفغراد وبيلاسيتسا بيتريتش ‏.

## وصلات خارجية
- ألكسندر ياكيموف على موقع قاعدة بيانات كرة القدم.إي يو (الإنجليزية)